# Ottilie Amthauer
Ottilie Amthauer, geb. Windus, (* 25. Juni 1924 in Oberrieden; † 9. Oktober 2009 in Hann. Münden) war eine deutsche Schriftstellerin.

## Leben
Ottilie Amthauer lebte als Bäuerin bis 1968 in Ermschwerd, seit 1968 in Münden und hat seit 1976 fünf Bücher und zahlreiche Erzählungen veröffentlicht. Im Roman Drei Brüder finden sich autobiografische Elemente wieder.

## Publikationen
- Was bleibt, ist Erinnerung. Sensen-Verlag, Wien 1984, ISBN 3-900130-94-9
- Die zweite Haut: Liebe in Ungarn Band. Als Manuskript gedruckt. (= Reihe Manuskripte. 31). Gauke Verlag, München 1980, ISBN 3-87998-841-2
- Vaters Haus. E. Weiss, Dreieich/München 1985, ISBN 3-88753-062-4
- Drei Brüder. PS Verlag, Eberswalde 2005